# Peña Alta, Veracruz
Peña Alta är en ort i Mexiko.   Den ligger i kommunen Tuxpan och delstaten Veracruz, i den sydöstra delen av landet, 230 km nordost om huvudstaden Mexico City. Peña Alta ligger 39 meter över havet och antalet invånare är 352.
Terrängen runt Peña Alta är platt. Runt Peña Alta är det ganska tätbefolkat, med 172 invånare per kvadratkilometer. Närmaste större samhälle är Tuxpan de Rodríguez Cano, 18,2 km norr om Peña Alta. Trakten runt Peña Alta består till största delen av jordbruksmark.